# Macskahere
A macskahere (Phlomis) az ajakosvirágúak (Lamiales) és az árvacsalánfélék (Lamiaceae) családjába tartozó nemzetség. Több mint 100 faja ismert, melyek a Földközi-tenger vidékétől Kínáig honosak.

## Tulajdonságai
Örökzöld és lombhullató növények egyaránt vannak köztük; cserje vagy félcserje alkatúak. Leveleik keresztben átellenes állásúak, és akárcsak az egész növény, szőrös, gyapjas vagy molyhos tapintásúak. Virágaik nyáron nyílnak, álörvökben állnak hajtáscsúcson vagy levélhónaljakban. Termésük 4 makkocska.
Dísznövényként a cserjés macskahere déli, meleg, köves domboldalra vagy évelő ágyba is ültethető. Örökzöld félcserje; fagyérzékeny, ajánlott takarni télre.

## Fajok
A lista nem teljes.
- Phlomis alpina
- Phlomis armeniaca
- Phlomis bovei
- Phlomis bracteosa
- Phlomis cashmeriana
- Phlomis chrysophylla
- Phlomis ferruginea
- Cserjés macskahere (Phlomis fruticosa)
- Phlomis grandiflora
- Phlomis herba-venti
- Phlomis italica
- Phlomis lanata
- Phlomis longifolia
- Phlomis lychnitis
- Phlomis lycia
- Phlomis milingensis
- Réti macskahere (Phlomis pratensis)
- Phlomis pungens
- Phlomis purpurea
- Phlomis rotata
- Kisázsiai macskahere Phlomis russeliana
- Phlomis samia
- Phlomis setigera
- Gumós macskahere (Phlomis tuberosa)
- Phlomis umbrosa
- Phlomis viscosa